# レッド川 (ミシシッピ川水系)
レッド川（レッドがわ、Red River）は、アメリカ合衆国を流れる川である。
同名のレッド川がアメリカ合衆国とカナダの国境付近にあり、このネルソン川水系の川と区別するために南のレッド川（Red River of the South）と呼ぶことがある。

## 地理

レッド川流域図

テキサス州北部、オクラホマ州南西部から流れ出る二つの支流が合流し、オクラホマとテキサスの州境となる。さらに東に下ってテクソマ湖でオクラホマから流れ来る Washita 川を、さらには、アーカンソー州の Ouachita 川を合流させて、ルイジアナ州北部を流れてミシシッピ川に合流する。

## 自然・環境
レッド川国立野生生物保護区が設置されている。